# Trenetica lacrymans
Trenetica lacrymans är en skalbaggsart som först beskrevs av Thomson 1865.  Trenetica lacrymans ingår i släktet Trenetica och familjen långhorningar.
Artens utbredningsområde är Laos. Inga underarter finns listade i Catalogue of Life.